# ロジー・グージー
ロジー・グージー（Rogar Gouzy、1905年7月23日 - 2016年1月13日）は、フランスのスーパーセンテナリアン。2015年にフィリップ・ボカンソンが死去して以降、フランス人男性の最高齢人物となっていた。

## 略歴
1906年、フランス第三共和政の頃のオード県に位置する農地に生まれる。1930年代にマーキス・ド・グレイブの運転手として働いていた。第二次世界大戦後はセットの衣料品工場でミシンの整備士として働いていた。ナルボンヌに位置するペックダルシーリタイヤメントホームに居住していた。またタバコを吸ったことは無いという。90歳を超えても農場で働き、ビューグルの演奏も得意だったという。
2015年に110歳の誕生日を迎え、スーパーセンテナリアンの仲間入りを果たす。4か月後に死去。110歳174日没。